# Stefano Cagol
Stefano Cagol (Trento, 11 settembre 1969) è un artista italiano.
Cagol ha vissuto dieci anni a Berna, ha studiato all'Accademia di Belle Arti di Brera e alla Ryerson University di Toronto. Vive e lavora in Italia, Germania e Norvegia.
Nel 2009 vince il primo premio al Terna Prize, categoria Megawatt. Cagol vince nel 2014 VISIT Artist in residence program della E-on Stiftung , prima RWE e Innogy, con il progetto trans-nazionale "THE BODY OF ENERGY", che si sviluppa tra musei e centrali di produzione d'energia tra il 2014 e il 2015.
È vincitore dell'Italian Council 2019. Il progetto intitolato "The Time of the Flood. Beyond the myth through climate change" è realizzato a Berlino, Tel Aviv, Roma, Venezia, e Vienna promosso da MIC Ministero della cultura. 

## Formazione
Dopo l'Istituto d'Arte a Trento, Stefano Cagol nel 1993 ha concluso l'Accademia di Belle Arti di Brera a Milano ed in seguito ha ottenuto un post-doctoral fellowship del governo canadese alla Ryerson University di Toronto, con un progetto di video arte. Nel 1998 partecipa al Marshall McLuhan Program in Culture and Technology di Toronto.  
Ha frequentato l'Internationale Sommerakademie für Bildende Kunst di Salisburgo e l'ICP-International Centre of Photography di New York. È stato artist in residence alla Künstlerhaus di Salisburgo, al Leube Group Art's Program di Gartenau, Austria, allo IOR di Londra nel 2003 e 2005, nel 2010 al BAR International di Kirkenes, oltre il Circolo Polare Artico in Norvegia e all'ISCP - international studio & curatorial program di New York.

## Opera
Cagol lavora negli ambiti dell’Arte Concettuale, Arte ambientale/Eco Art e Land Art, riflettendo da anni su confini, virus, bandiere, questioni climatiche. 
Mette in evidenza la contraddittorietà di elementi e situazioni simboliche dell'oggi, e il mutato sistema di valori del momento attuale attraverso un'elaborazione digitale minima o attraverso installazioni site-specific d'arte pubblica e performance.
In particolare le immagini nelle opere fotografiche e nelle opere video spesso sono ribaltate, mutate nell'orientamento e sdoppiate al centro, tanto che si creano forme nuove nate dalla fusione delle due parti specchiate, e l'oggetto di partenza e il suo significato sono resi quasi irriconoscibili: i tipici paesaggi metropolitani e i simboli della cultura urbana che fanno parte del nostro immaginario diventano multiformi identità in continua trasformazione. 
All'interno del suo percorso artistico un fattore fondamentale è sempre stato il viaggio, attraverso il quale ricerca o incontra i paesaggi contemporanei e i simboli della nostra epoca.

## Selezione progetti

### Mostre personali
Nel 2000 espone al MART – Museo di Arte Moderna e Contemporanea di Trento e Rovereto.
Nel 2004 durante una permanenza a Tokyo sviluppa un work in progress, "TOKYOSPACE", presentato da Superdeluxe a Tokyo.

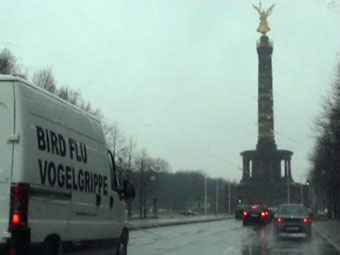
Stefano Cagol, Progetto BIRD FLU / VOGELGRIPPE, Biennale di Berlino

Nello stesso anno realizza una project room da Stefan Stux Gallery a New York. Da evidenziare nel gennaio 2005 la personale "Lies" a Londra da Platform (catalogo con testo critico di Mami Kataoka) e "Babylon Zoo" alla Galleria Oredaria di Roma (con critic essay di Pier Luigi Tazzi). Alla galleria Priska C. Juschka Fine Art di New York espone in due solo show: "Guinea Pig" nel 2008, e "Stockholm Syndrome" nel 2011.

### Progetti personali
Da ricordare sono l'intervento di arte pubblica per “Ponti d'artista” a Bolzano nel 2002, e “White Flags” all'apertura della 51.Biennale di Venezia.
Mentre in giugno 2005 realizza un'installazione site-specific nell'atrio della Facoltà di Sociologia di Trento dove hanno esposto Loris Cecchini (2003) e Maurizio Cattelan (2004).
Nel 2006 realizza alla Biennale di Berlino il progetto speciale "Bird Flu / Vogelgrippe" (Influenza aviaria), supportato dalla Galleria Civica di Arte Contemporanea di Trento, Museion - Museo di Arte Moderna e Contemporanea di Bolzano e la Kunstraum di Innsbruck, Austria.
Del 2006 è il suo Satellite Event "Power Station" alla Singapore Biennale.
La sua installazione intitolata "Flu Power Flu" è stata in visione dal 2007 al 2012 sulla facciata del BeursSchouwburg Art Center di Bruxelles.
Il suo progetto personale "11 settembre" nel 2009 è allo ZKM di Karlsruhe, alla Kunstraum Innsbruck e al MART.
Nel 2011 partecipa con un evento collaterale ufficiale alla 54. Esposizione Internazionale d'Arte - la Biennale di Venezia con il solo show "CONCILIO Archiviato il 29 agosto 2013 in Internet Archive." a cura di Gregor Jansen, direttore della Kunsthalle Düsseldorf, presso la Chiesa di San Gallo. Il suo progetto "The End of the Border (of the mind)", commissionato dalla Barents Art Triennale all'estremo confine nord della Norvegia, prende l'avvio dalla diga del Vajont (in collaborazione con Dolomiti contemporanee) nell'anno del cinquantenario della tragedia e si svolge come un viaggio/spedizione in marzo e aprile 2013.

### Esposizioni collettive
Nel 1996 è selezionato per partecipare ad Art Basel (fiera internazionale d'arte di Basilea) in “Video Forum”, la sezione speciale dedicata al video dove si trova, a soli ventisette anni, al fianco di artisti consolidati come Erwin Wurm, Silvie Blocher, Marcel Odenbach, e al padre/pioniere della videoarte Nam June Paik. L'anno seguente è tra i giovani artisti italiani invitati al palazzo della Triennale di Milano ad esporre in Generazione Media: le ultime tendenze creative legate alle nuove evoluzioni della tecnologia, soprattutto giovani impegnati nella nascente "nuova" videoarte. Nel 1999 si trasferisce per un breve periodo a New York dove espone alla Trans Hudson Gallery.
Nel 2001 partecipa a “Strategies Against Architecture” alla Galleria Zanutti di Milano (a cura di Luca Beatrice). Nel 2002 al Festival Internazionale di Fotografia di Roma ed a “Nuovo Spazio Italiano” (a cura di Cavallucci, Verzotti, Nicoletti) alla Galleria Civica di Arte Contemporanea di Trento e al MART – Museo di Arte Moderna e Contemporanea di Trento e Rovereto in occasione dell'apertura della nuova sede progettata da Mario Botta. Nel 2003 è al Museo di Villa Croce di Genova per “In faccia al mondo” (a cura di Matteo Fochessati) e all'IKOB, Centro d'Arte Contemporanea di Eupen, Bruxellels. Nel 2004 è presente alla Artcore Gallery di Toronto (con William Kentridge, Francis Alÿs, Miguel Angel Rios, Sven Pahlsson) e alla Luxe Gallery di New York; in Italia al Centro Arte Contemporanea della Spezia nella Biennale Europea Arti Visive. Nel giugno-luglio 2005 prende parte ad “Atomica” (a cura di Ombretta Agrò Andruff) alle Lombard Freid e Esso Gallery di New York. In settembre-ottobre 2006 partecipa a "Zoo Logical garden" (Giardino zoologico) a Ghent a cura di Angelique Campens (con Johan Grimonprez, David Shirgley, Superflex). Realizza nel 2008 il Parallel Event di Manifesta 7 “Dissoluzione di luce” e partecipa a “Eurasia” al MART – Museo d'Arte Moderna e Contemporanea di Trento e Rovereto a cura di Achille Bonito Oliva. Nel 2010 espone al SUPEC – Shanghai Urban Planning Exhibition Center di Shanghai in occasione del World Expo 2010. Nel 2013 partecipa alla 55. Esposizione Internazionale d'Arte - la Biennale di Venezia, con il progetto The Ice Monolith, parte del http://maldivespavilion.com/blog/maldives-pavilion-artists/stefano-cagol/ a cura del collettivo curatoriale CPS Chamber of Public Secrets.

## Opere
- Stefan Bidner, Angelique Campens, Stefano Cagol, David Elliott, Andrea Lissoni, Roberto Pinto, "Harajuku Influences: Stefano Cagol", Charta, 2007 (ISBN 978-88-8158-618-9).
- Stefano Cagol, Giorgia Calò, Elisa Carollo, Alessandro Castiglioni, Mareike Dittmer, Silvana Greco, Rachel Rits-Volloch, Nicola Trezzi, "The Time of the Flood (Beyond the myth through climate change)", Postmedia books, 2021 (ISBN 978-8-87490-307-8)